# 마이클 더밋
마이클 앤토니 어들리 더밋 경(영어: Sir Michael Anthony Eardley Dummett, 1925년 6월 27일 ~ 2011년 12월 17일)은 형이상학, 논리학, 언어철학 등을 연구한 영국의 철학자이다. 실재론과 반실재론의 대립에 관한 논의를 불러일으킨 것으로 잘 알려져 있다.

## 철학 연구
더밋은 오랜 기간 저술하여 1973년에 출판한 첫 책 Frege: Philosophy of Language에서 프레게에 관한 철저하고 상세한 연구를 드러냈다. 이는 후대 학자들의 프레게 연구에 있어서 고전처럼 인식되며 큰 영향을 끼쳤다.
더밋은 1963년의 논문 "실재주의"(Realism)에서 역사적으로 이어져온 실재론와 이상주의 등의 비-실재론 사조 간의 대립에 관하여 논쟁적인 주장을 하였는데, 그에 따르면 그러한 비-실재주의적 철학 사조들은 모두 반실재론(anti-realism)적인 것으로 볼 수 있으며 이들 사이의 근본적 불일치는 진리론에 관한 것이라고 한다. 그에게 실재주의란 의미론적 개념으로 이해되었는데, 곧 실재주의에서는 언어 속의 모든 선언문장을 이가적(二價的)이고 증거초월적(인식적 앎과는 독립적인)으로 보는 한편, 반실재주의에서는 "알 수 있는" 진리의 개념을 선호하기 때문에 이러한 입장을 받아들이기 거부한다는 것이다.

## 기타
그는 정치적인 참여로도 유명한데, 특히 인종주의를 반대하고 소수자들의 권익을 보장하는 활동에 적극적으로 참여하였다. 한편 고질적인 전략적 투표에 관하여 Farquharson 등과 함께한 학술적 연구가 유명하다. 더밋은 본래 프레게 연구에 많은 힘을 쏟고 있었기에 프레게의 일기를 조사하다가 그의 파시즘 성향을 알게 된 후 큰 충격을 받았다고도 언급한 바 있다.
더밋은 젊은 시절 로마 카톨릭으로 개종하였으며 죽을 때까지 신앙을 유지하였고 이는 그의 철학에 많은 영향을 남겼다. 이외에 타로카드의 역사에 많은 관심을 가지고 있었고 이에 관하여 여러 저술을 냈다.